# Ichthydium rostrum
Ichthydium rostrum är en djurart som tillhör fylumet bukhårsdjur, och som beskrevs av Roszczak 1968. Ichthydium rostrum ingår i släktet Ichthydium och familjen Chaetonotidae. Inga underarter finns listade i Catalogue of Life.